# Gertrud Oppenheimer
Gertrud Oppenheimer (* 1893; † 1948 wahrscheinlich in Kalifornien) war eine deutsche Chemikerin.

## Leben und Tätigkeit
Von 1922 bis 1926 war Oppenheimer als Chemikerin am Kaiser-Wilhelm-Institut für Biochemie in Berlin tätig. Von 1926 bis 1933 war sie Direktorin des Zell-Laboratoriums der Berliner Elektricitäts-Werke.
Nach dem Machtantritt der Nationalsozialisten im Frühjahr 1933 ging Oppenheimer in die Emigration. Sie war zunächst als Forscherin in Paris und an der Universität Graz tätig. 1936 ging sie nach Großbritannien, wo sie im Analytical and Synthetic Laboratory Ltd in London arbeitete. Zuletzt war sie als Assistentin von Arie Jan Haagen-Smit am California Institute of Technology (Caltech) tätig.
Von den nationalsozialistischen Polizeiorganen wurde Oppenheimer nach ihrer Emigration als Staatsfeindin eingestuft: Im Frühjahr 1940 setzte das Reichssicherheitshauptamt in Berlin – das sie noch in Großbritannien vermutete – sie auf die Sonderfahndungsliste G.B., ein Verzeichnis von Personen, die im Falle einer erfolgreichen deutschen Invasion Großbritanniens durch die Sonderkommandos der SS-Einsatzgruppen mit besonderer Priorität ausfindig gemacht und verhaftet werden sollten.